# نوى التكاثف

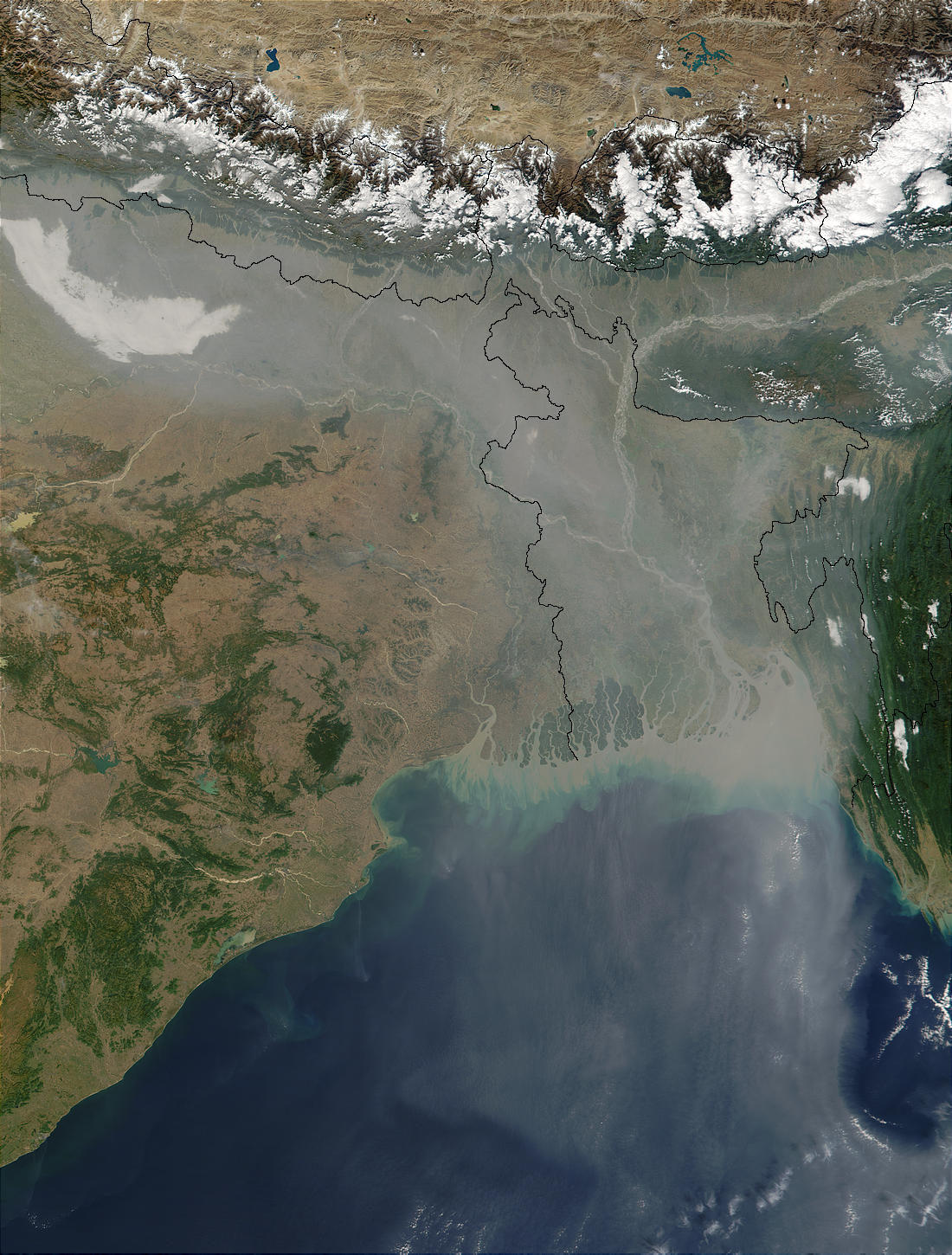

السحب مركزة النوى وتعرف أيضاً باسم بذور السحب وهي عبارة عن جزيئات صغيرة تتجمع حولها قطيرات السحب، ويكون حجم هذه الجزئيات بحوالي 0.2 ميكرومتر وهذه القيمة تساوي تقريباً 1\100 من حجم قطيرات السحب. تتطلب المياه وجود سطح غير غازي لتنتقل من الحالة الغازية إلى الحالة السائلة. وفي الغلاف الجوي الجزيئات المتواجدة تشكل طبقة رقيقة صلبة أو سائلة ضمن السحب مركزة النوى، وتؤدي هذه الشوائب إلى تبريد بخار الماء لأقل من 0 درجة مئوية دون المرور في الحالة السائلة قبل أن تتشكل القطيرات بشكل تلقائي. عند درجات حرارة أقل من درجة التجمد يجب أن يكون الهواء فوق مشبع بنسبة 400% قبل أن تبدأ قطيرات السحب بالتشكل